# Amor.com
Amor.com é um filme brasileiro de 2017, do gênero comédia romântica, dirigido por Anita Barbosa.
A protagonista Isis Valverde interpreta uma blogueira de moda.
Foi lançado nos cinemas brasileiros em 1 de junho de 2017.

## Sinopse
Katrina (Isis Valverde) é uma famosa blogueira de modas, que dita tendências no mercado brasileiro através de seus populares vídeos na internet. Fernando (Gil Coelho), por sua vez, é um vlogueiro de um canal de jogos eletrônicos, que ainda não é muito famoso, mas que já está fazendo certo sucesso. Quando os dois se conhecem, em uma situação complicada, acabam se apaixonando e o romance dos dois vira "febre" na internet, uma febre que eles vão precisar controlar, equilibrando o mundo real e o virtual.

## Elenco
- Isis Valverde como Katrina Soutto
- Gil Coelho como Fernando
- Joaquim Lopes como Guido
- César Cardadeiro como Lante
- Marcos Mion como Felipe
- Alexandra Richter como Maria Helena
- Carol Portes como Roberta
- João Côrtes como Panda
- Felipe Roque como Dinho
- Aline Guimarães como Sandra
- Carol Sampaio como Simone
- Lala Rudge como Ela mesma
- Liège Monteiro como Ela mesma
- Mica Rocha como amiga de Katrina
- Thaynara OG como Fã de Katrina
- Jesus Luz como Ele mesmo
- Ellen Jabour como Ela mesma
- Walério Araújo como Ele mesmo
- David Brazil como Ele mesmo